# Wanstead (stacja metra)
Wanstead – stacja londyńskiego metra położona na trasie Central Line pomiędzy stacjami  Leytonstone a Redbridge. Znajduje się w dzielnicy Wanstead w gminie London Borough of Redbridge, w czwartej strefie biletowej. Stacja funkcjonuje od 14 grudnia 1947 W 2010 roku obsłużyła 2,200 miliona pasażerów.

## Połączenia
Stacja obsługiwana jest przez autobusy 101 i 308, oraz nocne N8 i N55.

## Galeria

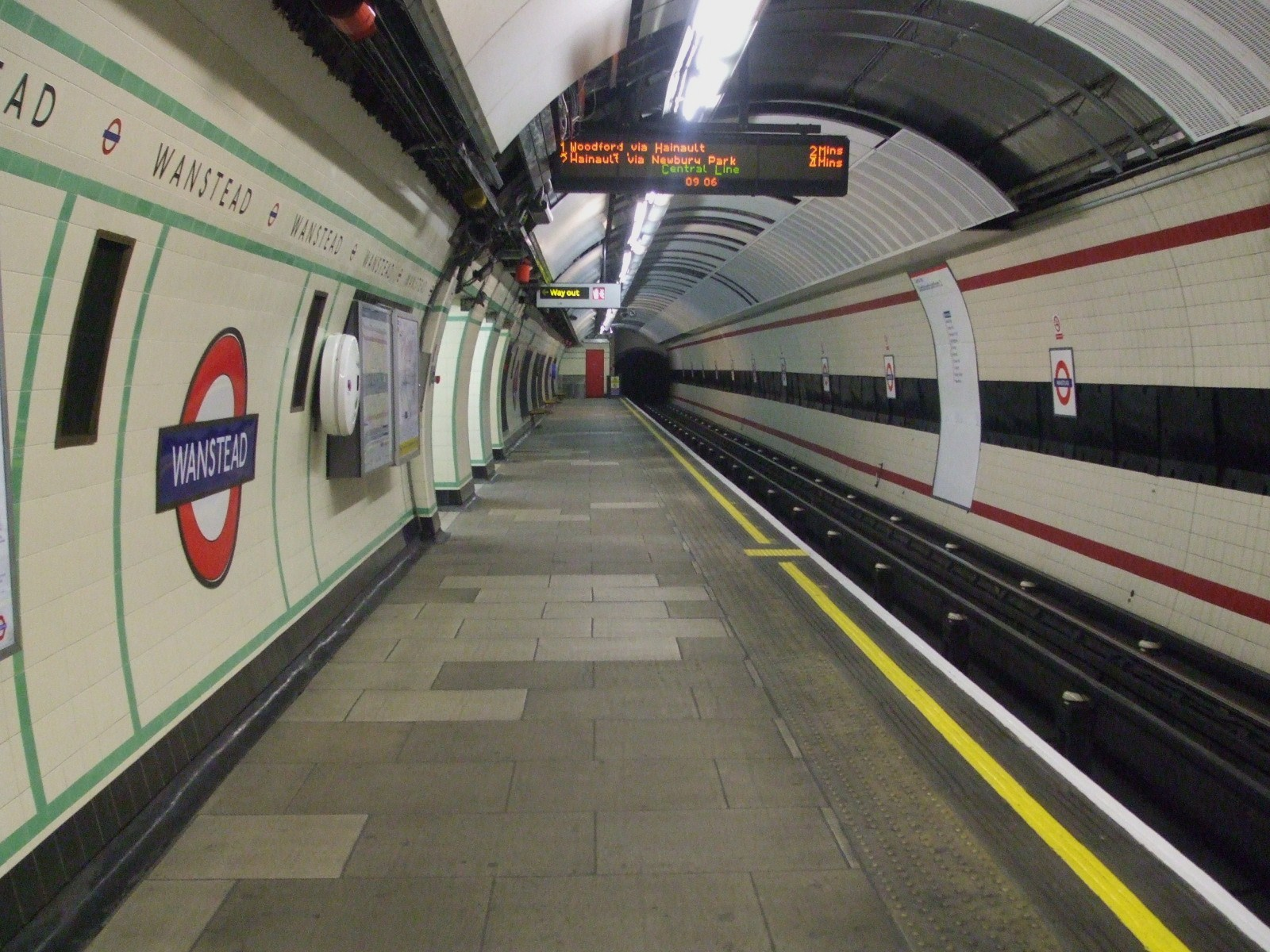
Platfoma w kierunku wschodnim
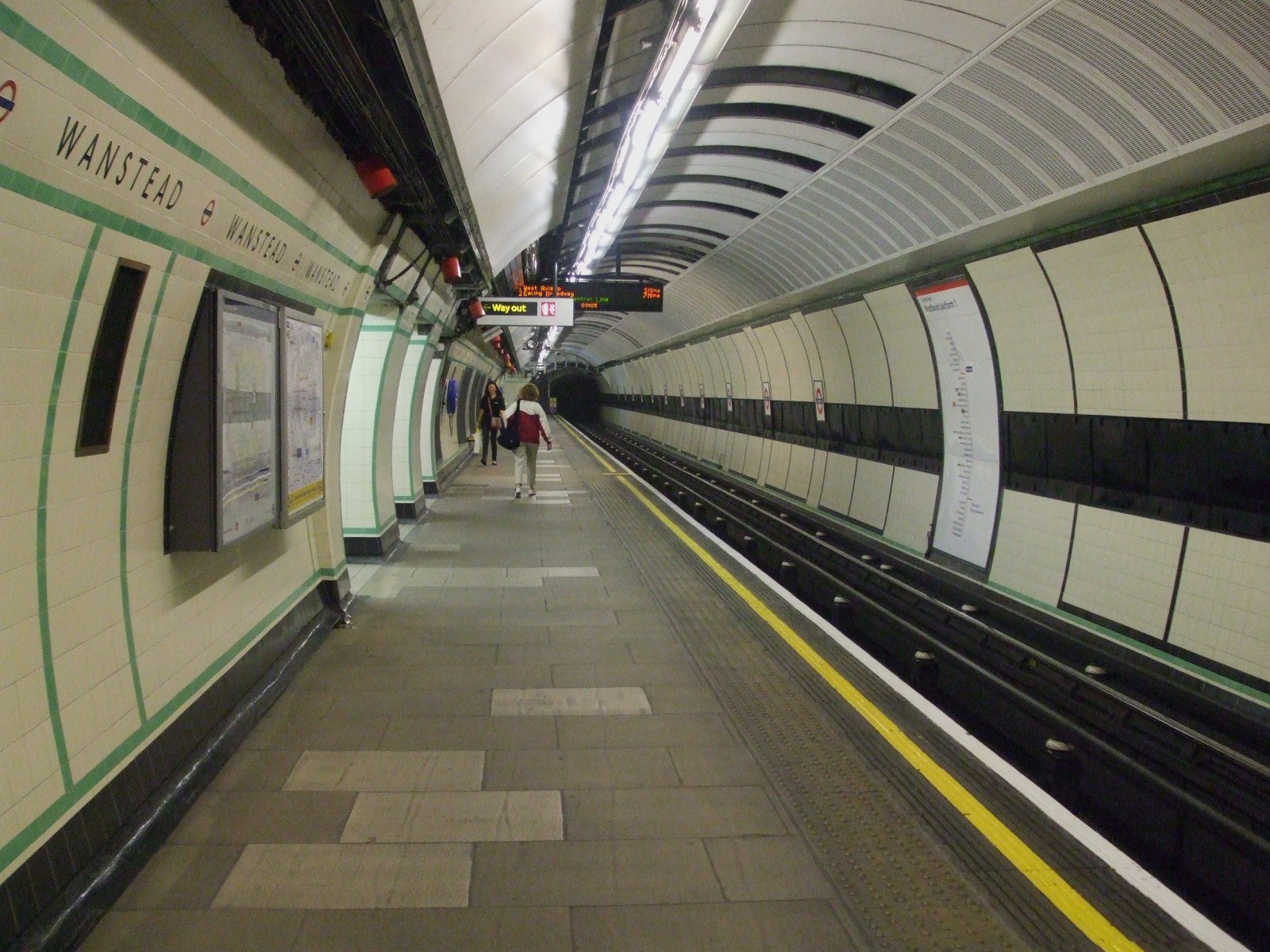
Platfoma w kierunku zachodnim
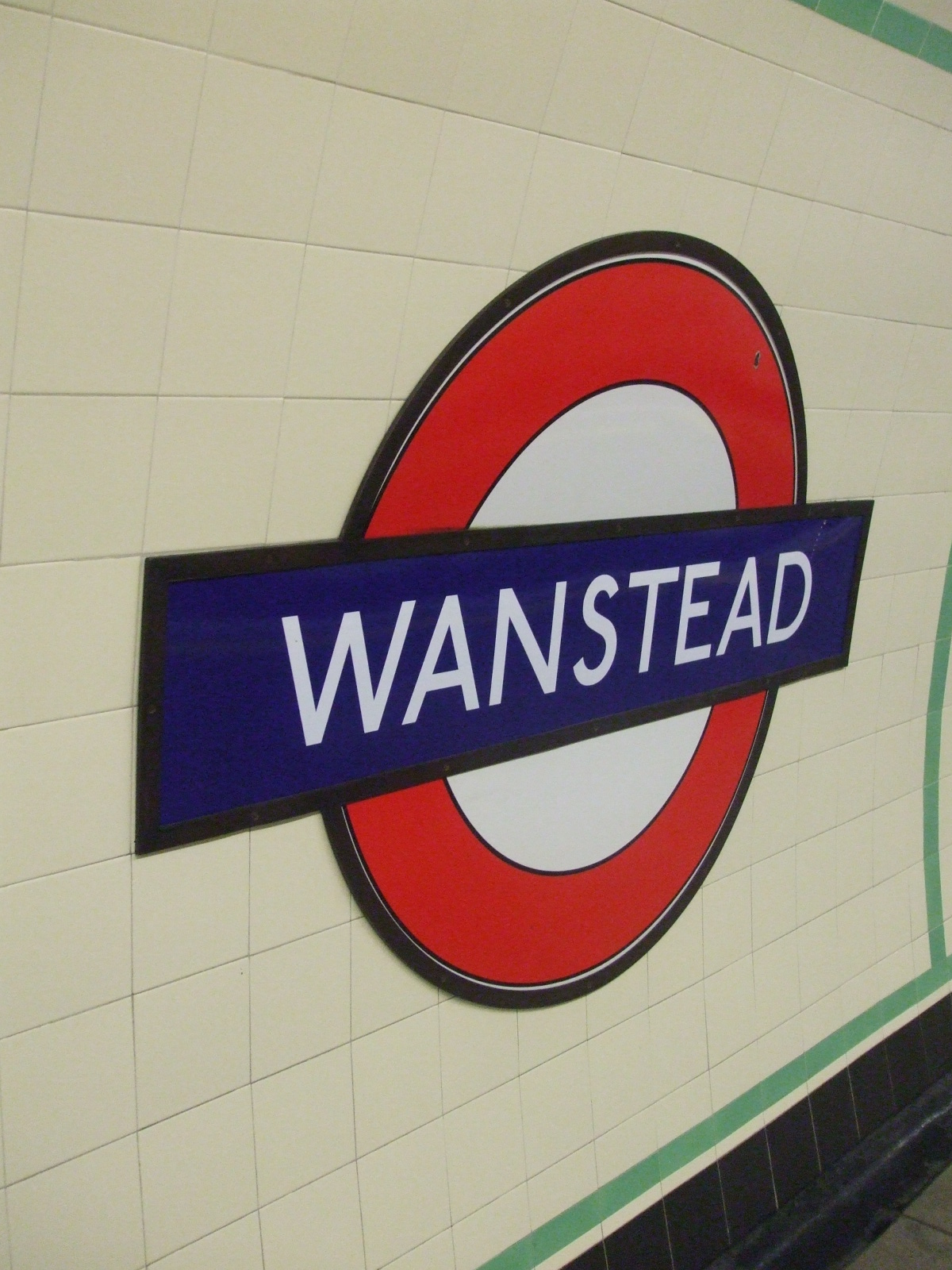
Symbol stacji
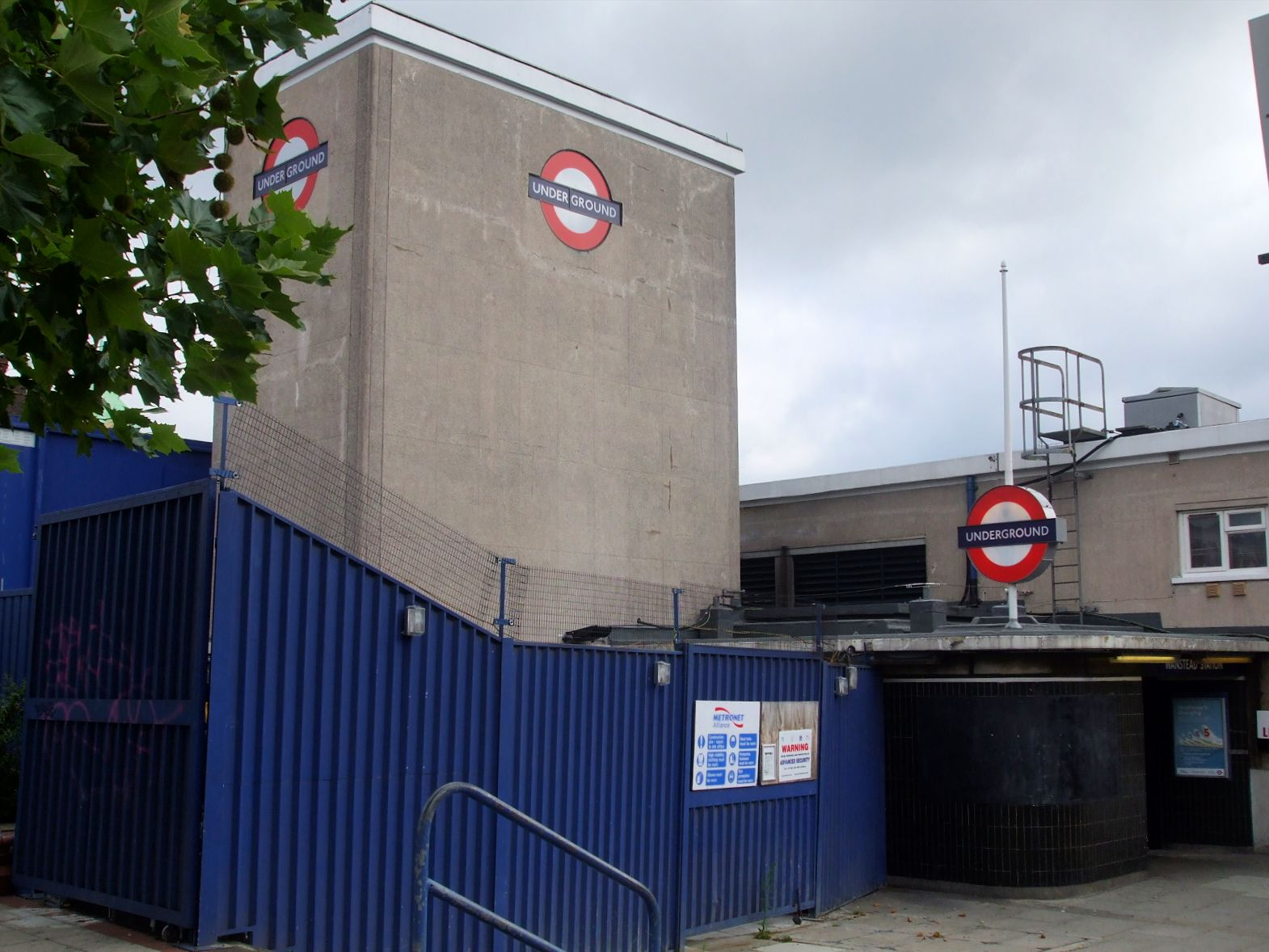
Południowe wejście